# Ruhegebiet Ötztaler Alpen
Das Ruhegebiet Ötztaler Alpen bezeichnet ein 1995 festgelegtes Europäisches Schutzgebiet (Natura 2000) in den Ötztaler Alpen.
Das Ruhegebiet (Liste der Ruhegebiete in Tirol) umfasst im Alpenhauptkamm im Westen die Weißkugel, im Osten den Wurmkogel und den Hochfirst, und reicht im Norden bis Zwieselstein bzw. Mittelberg (?).
Das Ruhegebiet soll nicht durch Seilbahnen und Straßen erschlossen werden.
Ausgenommen sind bereits besiedelte Gebiete wie Obergurgl als höchstes Kirchdorf Österreichs und Vent mit der Rotte Rofenhöfe als höchste Dauersiedlung Österreichs.
Weiters ausgenommen sind die Skigebiete mit den bestehenden Aufstiegshilfen bei Obergurgl, Rettenbachjoch, Riffelsee und zum Mittelbergferner.
Die Pitztaler Gletscherbahn will eine neue Seilbahn auf das Joch unterhalb des Linken Fernerkogels führen. Österreichischer Alpenverein, Deutscher Alpenverein, Naturfreunde und WWF fordern, den Linken Fernerkogel in das Ruhegebiet Ötztaler Alpen einzuschließen.